# Stuckenbergina callani
Stuckenbergina callani är en tvåvingeart som beskrevs av H. Oldroyd 1962. Stuckenbergina callani ingår i släktet Stuckenbergina och familjen bromsar. Inga underarter finns listade i Catalogue of Life.